# Pilotrichella cymbifolia
Pilotrichella cymbifolia là một loài Rêu trong họ Meteoriaceae. Loài này được (Sull.) A. Jaeger mô tả khoa học đầu tiên năm 1877.